# Ratpenat cuallarg d'orelles grosses
El ratpenat cuallarg d'orelles grosses (Otomops papuensis) és una espècie de ratpenat de la família dels molòssids que es troba a Papua Nova Guinea.